# ستيفن تشوي
ستيفن تشوي (بالإنجليزية: Steven Choi)‏ هو سياسي أمريكي، ولد في 15 يناير 1944 في سول في كوريا الجنوبية. حزبياً، نشط في الحزب الجمهوري. وقد انتخب عضو جمعية ولاية كاليفورنيا.

## وصلات خارجية
- الموقع الرسمي